# رکن‌الدوله دیلمی
حسن دیلمی ملقب به رکن‌الدوله  ملک حسن و مُکَنّیٰ به ابوعلی پسر بویه (درگذشت ۹۷۶ میلادی) یکی از امرای نخستنین بوئیان در ایران و عراق بود. او در رکاب برادر مهترش علی عمادالدوله و برادر کهترش احمد معزالدوله دودمان بوئیان را بنیان گذاشت.

## پیش از پادشاهی عمادالدوله
در حوالی سال ۳۱۶ه‍.ق / ۹۲۸م حسن حدوداً سی سال داشت به همراه احمد که نوجوانی سیزده ساله بود به برادر بزرگترش علی که در سپاه ماکان بن کاکوی (از امرای گیلان و طبرستان) منصبی داشت پیوست. ماکان از پی تعرض به نیشابور، از مرداویج شکست خورد و متواری شد. سه فرزند بویه بی‌درنگ به خدمت طرف پیروز درآمدند. ابراز لیاقت علی عمادالدوله باعث شد که مرداویج حکومت شهر کرج، تختگاه شاهزادگان دلفی را به وی بسپارد (این شهر با کرج امروزی متفاوت است و در نزدیکی بهرام آباد کنونی در صد کیلومتری جنوب شرقی همدان واقع بوده‌است). (کرج ابودلف از شهرهای باستانی و مهم ناحیهٔ ایران مرکزی بوده‌است. براساس نوشته‌های جغرافیایی این شهر بر سر راه اصلی همدان به اصفهان و تقریباً در میانهٔ آن قرار داشته‌است. دربارهٔ تاریخ این شهر اطلاعات دقیق و مفصلی در دست نیست. احتمالاً کرج در دورهٔ پیش از اسلام شهری آباده بوده، لیکن در طول حملهٔ اعراب برای مدتی دچار رکود شده‌است. تا اینکه در قرن دوم هجری به همت خاندان ابودلف عجلی بازسازی شده و رو به‌آبادی نهاده‌است. گویا کرج تا قرن هفتم هجری همچنان آبادی خود را به عنوان شهری مهم و مرکز ولایتی حفظ نموده‌است. اما از قرن هشتم هجری به بعد، در هیچ‌یک از آثار تاریخی و جغرافیایی ذکری از این شهر به میان نیامده است. به‌طوری‌که امروزه محل دقیق آن را نمی‌توان معین نمود. یگانه اثری که منحصراً دربارهٔ تاریخ این شهر نوشته شده، رساله‌ای است که محمد حسن خان اعتماد السلطنه در سال ۵۰۳۱ هجری قمری به دستور ناصر الدین شاه قاجار به رشتهٔ تحریر درآورده است. در این اثر اعتماد السلطنه با استناد به متون تاریخی و جغرافیایی و با استفاده از تحقیقات غربی محل شهر کرج را با روستای تازه شهر شدهٔ آستانه، در ۲۳ کیلومتری جنوب شهر اراک، منطبق می‌داند. این اثر که تاکنون منتشر نشده‌است، برای آگاهی از تاریخ و جغرافیای ناشناختهٔ این منطقه از ایران ارزشی انکار ناپذیر دارد) این انتصاب نقطه تغییر سرنوشت سازی برای آل بویه گردید چرا که مرداویج که به زودی از توسعه قدرت و نفوذ بوییان به وحشت افتاد هرگز نتوانست شهر کرج را از ایشان باز پس بگیرد. رشته درگیریهایی که میان بوییان و مرداویج در پی آمد به نتیجه‌ای قطعی منتهی نگردید و طرفین به قراردادی مبنی بر متارکه جنگ بسنده کردند. به موجب این قرارداد حسن به عنوان گروگان به دربار مرداویج فرستاده شد.
در پی قتل مرداویج در سال ۳۲۳ه‍.ق / ۹۳۵م و فروپاشی سپاه و دربار وی، حسن با دادن رشوه به محافظانش از زندان گریخت و به نزد عمادالدوله بازگشت. در این هنگام عمادالدوله در فارس بود و با تسخیر بقایای قلمرو مرداویج عملاً پادشاهی آل بویه را پایه‌گذاری کرده بود.

سکه‌های رکن‌الدوله
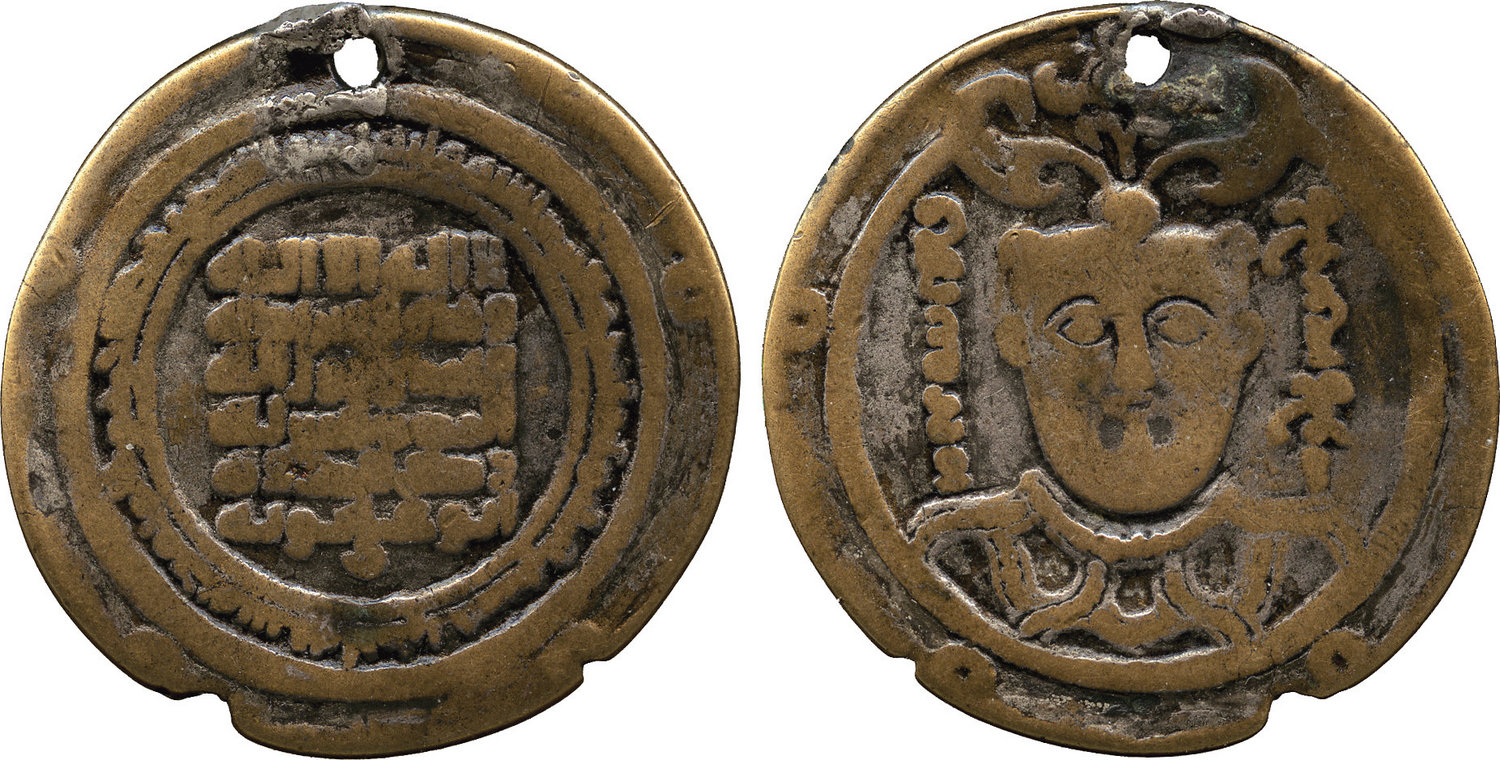
درهم رکن‌الدوله
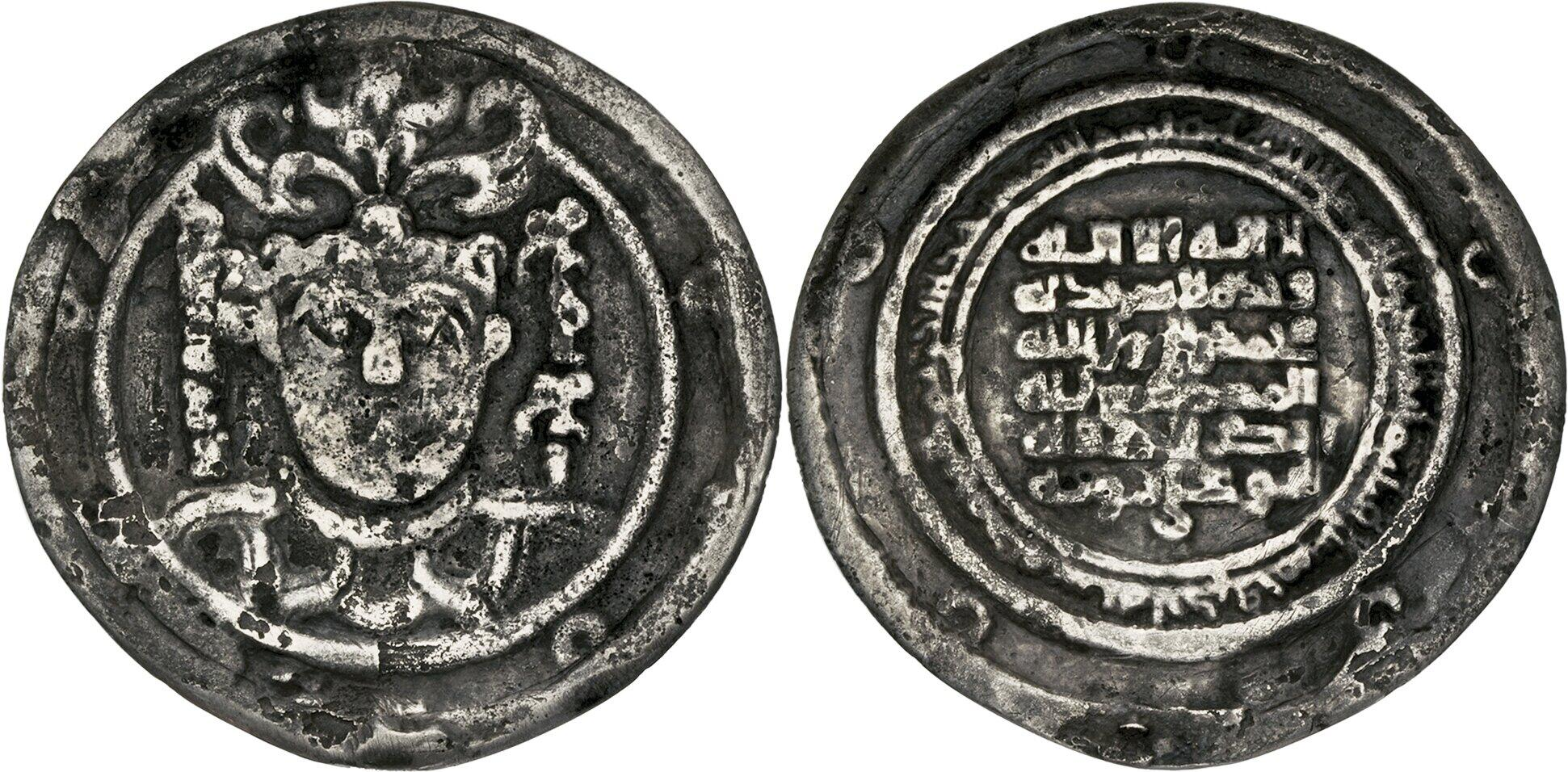
درهم رکن‌الدوله
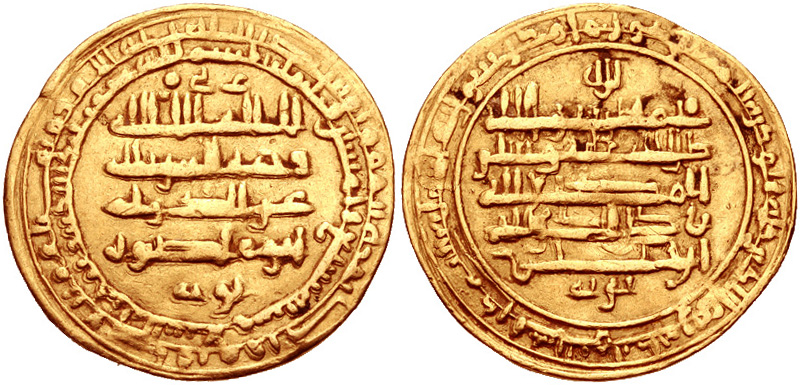
دینار رکن‌الدوله

## دوران پادشاهی عمادالدوله
آل بویه زیر فرمان علی به سرعت سلطه خود را بر اصفهان، فارس، کرمان و خوزستان گسترش دادند. حسن به فرمانروایی اصفهان منصوب شد و احمد فرماندهی حملات بلند پروازانه سپاه بوییان به بغداد مرکز خلافت عباسی را به عهده گرفت. در سال ۳۳۴ه‍.ق / ۹۴۵م احمد پیروزمندانه به بغداد درآمد و خلیفه به ناچار سیادت آل بویه بر مرکز و غرب ایران و عراق را به رسمیت شناخت و احمد، حسن و علی را به القاب معزالدوله، رکن‌الدوله و عمادالدوله ملقب ساخت. از این زمان تا هنگام مرگ عمادالدوله، صرفنظر از فراز و نشیب‌هایی که در نبردهای پیاپی با بقایای زیاریان پیش‌آمد، رکن‌الدوله حکمران نسبتاً مستقل ری و اصفهان باقی‌ماند. در سکه‌هایی که از این دوران باقیست نام رکن‌الدوله تنها در کنار نام خلیفه آمده‌است. سکه‌هایی که عمادالدوله در فارس ضرب کرده‌است نیز تنها نام عمادالدوله و خلیفه را بر پیشانی دارند، امری که نشان از استقلال نسبی رکن‌الدوله دارد. هر چند که خاندان بویه که اصلاً اهل دیلم (ناحیه دیلم) بودند، تختگاه خود را در شیراز محل اقامت برادر بزرگتر (عمادالدوله) قرار دادند و مرکزیت سنتی شیراز تا پایان دوران بوییان پابرجای ماند.

## دوران عضدالدوله
با وفات امیرالامرا عمادالدوله (که فرزند پسری نداشت) در سال ۳۳۸ه‍.ق / ۹۴۹م بنا به وصیت خود او فناخسرو عضدالدوله  فرزند رکن‌الدوله که تنها سیزده سال داشت در شیراز به تخت نشست. در این زمان رکن‌الدوله رسماً عنوان امیرالامرای آل بویه را به میراث برد و تا پایان عمر این لقب را برای خود حفظ نمود. در این دوران اگر چه کشمکشی مدام با سامانیان در شرق و درگیریهای گهگاه با حمدانیان در غرب قدرت آل بویه را به چالش می‌کشید، رکن‌الدوله و عضد الدوله موفق شدند ثباتی نسبی را در مرکز ایران بر قرار کنند.
رکن‌الدوله در سال ۳۶۶ ه‍.ق / ۹۷۶ م درگذشت.
آب رکن آباد شیراز که به کرات در اشعار فارسی یاد شده‌است از یادگارهای رکن‌الدوله است.